# Twycross Zoo

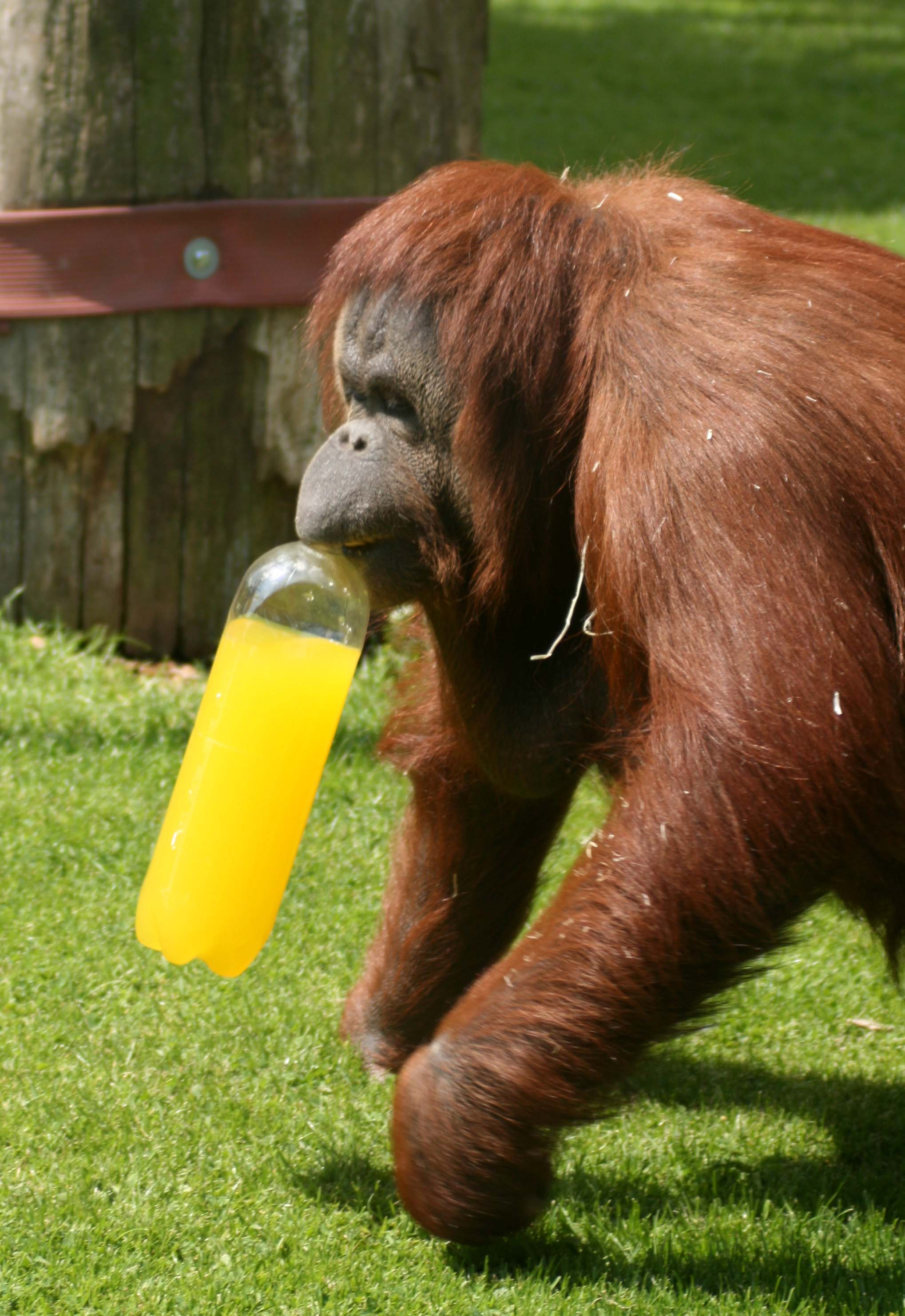
Orangutan w Twycross Zoo (2008)

Twycross Zoo – ogród zoologiczny w Wielkiej Brytanii, położony w miejscowości Norton Juxta Twycross w hrabstwie Leicestershire. Został otwarty 26 maja 1963 roku. Zajmuje powierzchnię 80 akrów (32 ha). Specjalizuje się w naczelnych, posiadając jedną z największych kolekcji na świecie. Od 1972 roku zarządzane przez East Midland Zoological Society Limited.
Ogród zoologiczny założyły dwie uprzednio konkurujące ze sobą właścicielki sklepów zoologocznych w Sutton Coldfield, Molly Badham i Nathalie Evans. Był to pierwszy w Wielkiej Brytanii ogród zoologiczny założony przez kobiety. Jego pierwotną lokalizacją była miejscowość Hints w hrabstwie Staffordshire. W obecne miejsce przeniesiony w 1963 roku.
Teren Twycross Zoo pierwotnie należał do plebanii, następnie stanowił prywatną posiadłość. Przy urządzaniu zoo wykorzystano budynki gospodarcze należące do posiadłości. Jeszcze przed przeprowadzką w obecne miejsce para założycielek stała się znana z występu ich szympansa w telewizyjnej reklamie herbaty. Obecnie ogród posiada jedną z największych w Europie kolekcji naczelnych. Oprócz nich posiada inne gatunki zwierząt, m.in. tygrysa sumatrzańskiego, nosorożca, żyrafy, irbisa śnieżnego i inne.